# Affaire Brian Boucher
Pour un article plus général, voir Abus sexuels sur mineurs dans l'Église catholique au Canada.
L'affaire Brian Boucher est une affaire judiciaire mettant en cause le prêtre catholique Brian Boucher. Il est condamné à huit ans de prison en 2019 pour avoir agressé sexuellement deux enfants.

## Historique
Le prêtre Brian Boucher a officié dans 10 églises de Montréal entre 1985 et 2015. 
Dès les années 1990, des parents alertent l'Église sur le comportement inapproprié de Boucher envers des enfants, mais rien n'est fait. 
En 1996, Boucher a été surpris avec un jeune cuisinier mexicain dans une situation compromettante, mais l'incident a été banalisé par les autorités diocésaines. 
En 2008, le prêtre Brian Boucher agresse un jeune garçon de 13 ans en lui demandant de « se mettre nu et se laisser toucher ». Les agressions s'effectuent parfois dans l'église et augmentent en intensité pendant les trois ans que durent celles-ci. Un autre enfant rapporte des faits similaires mais cette fois-ci dans les années 1990.  
En 2017, le prêtre Brian Boucher est dénoncé par un ancien servant de messe et arrêté. La victime, mineure à l'époque des faits, a subi des « agressions sexuelles, contacts sexuels et incitation à des contacts sexuels »,.
En 2019, il est condamné à huit ans de prison concernant les agressions sexuelles sur deux mineurs. Pour la première victime les années concernées sont entre 1995 et 1999. Et entre 2008 et 2011 pour la deuxième victime.
Mandatée par l'archevêque de Montréal, Christian Lépine, l'ancienne juge Pepita G. Capriolo de la Cour supérieure du Québec a enquêté sur les responsabilités de l’archevêché de Montréal dans le dossier Brian Boucher. Selon  Pepita G. Capriolo le cardinal Jean-Claude Turcotte et l'évêque Anthony Mancini étaient informés depuis longtemps des comportements problématiques de Brian Boucher même si les premières plaintes pour abus sexuels envers un mineur datent de 2016. « (...) des rumeurs sur son intérêt malsain envers de jeunes garçons circulaient depuis les années 1980 ». À la fin des années 1990, le prêtre a « une relation intime avec un jeune garçon », mais aucun abus sexuel n'est alors mentionné,.
Par ailleurs, une des victimes du prêtre est à l'initiative d'un recours collectif. Il a été agressé dès l'âge de 10 ans et pendant 3 ans, à la fin des années 1990. Brian Boucher œuvrait alors au sein de la paroisse St. John Brébeuf, à LaSalle.
En juin 2024, alors qu'il est âgé de 62 ans, une libération conditionnelle lui est refusée à la suite de nouvelles accusations à son encontre. En effet il fait l'objet d'accusations d’agression sexuelle, de voyeurisme et de harcèlement au sein de la prison. Il aurait notamment agressé un jeune codétenu.

## Documentaire
- Secrets et péchés de l'Église de Manu Chataigner et Jules Richer, sorti en 2022, montre notamment à travers le cas du prêtre   Brian Boucher, comment l'Église catholique de Montréal a protégé implicitement les prêtres pédophiles au détriment des victimes[10].